# توالی‌یابی آران‌ای

راهنمای چگونگی توالی‌یابی آران‌ای

توالی‌یابی آران‌ای (RNA-Sequencing) که به توالی‌یابی شاتگانی کل ترانسکریپتوم (Whole Transcriptome Shotgun Sequencing) نیز معروف است یک تکنولوژی است که با بهره‌گیری از توانایی‌های «توالی‌یابی نسل بعدی (Next-generation sequencing)» برای به‌دست آوردن تصویری کلی از حضور و مقدار آران‌ای از ژنوم در یک بازهٔ زمانی خاص استفاده می‌کند.

## مقدمه
ترانسکریپتوم یک سلول به میزان زیادی متغیر است و در طول زمان تغییر می‌کند در صورتی که ژنوم سلول همواره ثابت و بدون تغییر باقی می‌ماند (بدون در نظر گرفتن جهش‌ها). پیشرفت‌های اخیر در توالی‌یابی نسل بعد باعث شده که بازهٔ پوشش توالی‌یابی نوکلئوتیدهای دی‌ان‌ای و همچنین مقدار نمونهٔ ورودی برای توالی‌یابی افزایش پیدا کند. این پیشرفت‌ها توالی‌یابی رونوشت‌های آران‌ای سلول را تسهیل می‌کند و به ما این امکان را می‌دهد که رونوشت‌های برش‌خوردهٔ (Spliced) ژن، تغییرات پس از رونویسی، همجوشی ژن‌ها (Gene fusion)، جهش‌ها و چندریختی تک‌نوکلئوتید (Single-nucleotide Polymorphism) و در نهایت تغییرات در بیان ژن را بررسی کنیم.

## توالی‌یابی آران‌ای در جانوران
به لطف پیشرفت تکنولوژی، در توالی‌یابی ژنوم، امکان توالی‌یابی ژنوم جانوران برای مرغ، گاو، گوسفند و جانوران دیگر فراهم شده‌است.